# Lijst van voetbalinterlands Duitse Democratische Republiek - Tunesië
Deze lijst van voetbalinterlands is een overzicht van alle officiële voetbalwedstrijden tussen de nationale teams van de Duitse Democratische Republiek en Tunesië. De landen speelden vier keer tegen elkaar, te beginnen met een vriendschappelijke wedstrijd op 4 december 1962 in Tunis. Het laatste duel, eveneens een vriendschappelijke wedstrijd, werd gespeeld in Gera op 23 september 1987.

## Wedstrijden
| № | Plaats | Datum             | Competitie        | Wedstrijd                                | Uitslag |
| - | ------ | ----------------- | ----------------- | ---------------------------------------- | ------- |
| 1 | Tunis  | 4 december 1962   | Vriendschappelijk | Tunesië – Duitse Democratische Republiek | 0 – 3   |
| 2 | Tunis  | 26 februari 1974  | Vriendschappelijk | Tunesië – Duitse Democratische Republiek | 0 – 4   |
| 3 | Tunis  | 10 februari 1983  | Vriendschappelijk | Tunesië – Duitse Democratische Republiek | 0 – 2   |
| 4 | Gera   | 23 september 1987 | Vriendschappelijk | Duitse Democratische Republiek – Tunesië | 2 – 0   |

## Samenvatting
| Competitie        | Totaal gespeeld | Winst DDR | Gelijk | Winst Tunesië | Doelsaldo DDR – Tunesië |
| ----------------- | --------------- | --------- | ------ | ------------- | ----------------------- |
| Vriendschappelijk | 4               | 4         | 0      | 0             | 11 − 0                  |
| Totaal            | 4               | 4         | 0      | 0             | 11 − 0                  |

Wedstrijden bepaald door strafschoppen worden, in lijn met de FIFA, als een gelijkspel gerekend.

## Details

### Eerste ontmoeting
| Vriendschappelijk (Tunis, Tunesië, 4 december 1962): |              | |
| Tunesië                                              | 0 – 3        | Duitse Democratische Republiek |
|                                                      | goals        | 25' Jürgen Nöldner 53' Helmut Müller 53' Lothar Meyer |
|                                                      | bondscoach   | Heinz Krügel |
|                                                      | opstellingen | Karl-Heinz Spickenagel Peter Kalinke Werner Heine Hans-Dieter Krampe Kurt Liebrecht Waldemar Mühlbächer Roland Ducke Peter Ducke 60' Dieter Erler Jürgen Nöldner Helmut Müller |
|                                                      | wissels      | 60' Lothar Meyer |

### Vierde ontmoeting
| Vriendschappelijk (Gera, Oost-Duitsland, 23 september 1987): |              | |
| Duitse Democratische Republiek | 2 – 0        | Tunesië |
| Thomas Doll 53' Ulf Kirsten 54' | goals        | |
| Bernd Stange | bondscoach   | Taoufik Ben Othman |
| René Müller 46' Frank Rohde 67' Ronald Kreer Waldemar Ksienzyk Matthias Döschner Uwe Zötsche Rainer Ernst Jörg Stübner 46' Matthias Liebers Ulf Kirsten Andreas Thom | opstellingen | Slim Ben Othmane Hachemi El Ouahchi Hosni Zouaoui Mohammed Mahjoubi Ali Ben Neji Hakim Braham Nabil Maâloul 70' Samir Bakaou 70' Haythem Abid Kamel Azzabi Lassaad Abdelli |
| Bodo Rudwaleit 46' Thomas Doll 46' Dirk Stahmann 67' | wissels      | 70' Taoufik M'Hadebi 70' Ammar Ben Tahar |